# JB (rappare)
Jafar Ahmed Sadik, känd som JB, född 4 januari 1996 i Rinkeby i Stockholm, är en svensk rappare. JB gick under namnet Jaffar Byn fram till namnbytet år 2021, ett artistnamn som refererade till Sadiks rötter i Rinkeby, som i folkmun kallas “Byn”.

## Biografi
Sadik är uppvuxen i miljonprogramsområdet Rinkeby i nordvästra Stockholm. Familjen har somalisk bakgrund. Under uppväxten spelade han fotboll och han menar att skolan gick bra till sjätte klass, men när han blev äldre "blev andra saker intressanta".
Sadiks karriär inom hiphopen kan sägas ha börjat 2013, då han tillsammans med barndomsvännerna Yasin, A-Keyy och Shifty Crime startade hiphopkollektivet Byn Block Entertainment (BBE). År 2016 övergick BBE, som endast innefattat artister från Rinkeby, i ett bredare samarbete över hela Järva i form av det nya hiphopkollektivet Ghetto Superstars. Ghetto Superstars har blivit mycket uppmärksammade och deras musik har miljontals strömningar på Youtube och Spotify.
Sadik dömdes 2017 till fyra års fängelse för grovt vapenbrott men släpptes i slutet av oktober 2020 efter att ha suttit tre år av sitt straff. Han ändrade i samma veva artistnamn från Jaffar Byn till JB. I en intervju i maj 2019 vände han sig mot begreppet gangsterrappare och ville hellre kalla sig verklighetsförfattare.

## Diskografi

### Studioalbum
| År   | Albuminformation | SVE |
| ---- | --- | --- |
| 2018 | Ghettokända - Släppt: 2 november 2018 - Skivbolag: FTP Records (Amuse) - Format: Digital nedladdning, strömning                                          | -   |
| 2021 | Guantanamo - Släppt: 14 juli 2021 - Skivbolag: BRKN Records (Universal Music Group) - Format: Digital nedladdning, strömning                             | 7   |
| 2022 | Allting Har Sitt Pris (Del 1) [EP] - Släppt: 21 februari 2022 - Skivbolag: BRKN Records (Universal Music Group) - Format: Digital nedladdning, strömning | -   |
| 2022 | AHSP DEL 2 - Släppt: 8 juli 2022 - Skivbolag: BRKN Records (Amuse) - Format: Digital nedladdning, strömning                                              | 24  |
| 2024 | Försöker Hitta Hem - Släppt: 24 maj 2024 - Skivbolag: Xposure Music - Format: Digital nedladdning, strömning                                             | 10  |
| 2025 | Old N Gold - Släppt: 25 juli 2025 - Skivbolag: JB Music (Amuse) - Format: Digital nedladdning, strömning                                                 |     |